# Lissonota coracina
Lissonota coracina là một loài tò vò trong họ Ichneumonidae.